# Henry Fuseli
Henry Fuseli (született: Johann Heinrich Füssli) (Zürich, 1741. február 7. – London, 1825. április 17.) romantikus svájci származású festő, grafikus és művészeti író. Élete java részét Angliában töltötte, a Királyi Akadémia tagjává választották. Sok alkotása (akárcsak A rémálom) foglalkozik a természetfelettivel. Hatása érezhető a kor ifjabb romantikus művészein, főleg William Blake-nél.

## Élete
Henry Fuseli tizennyolc gyerek közül a másodikként született Svájcban, Zürichben. Édesapja, Johann Caspar Füssli második generációs tájkép- és portréfestő volt. Fiát klerikusnak szánta, ezért a zürichi Caroline College-be íratta, ahol klasszikus műveltséget szerzett, és közeli barátságot kötött Johann Kaspar Lavaterrel. Húszévesen, 1761-ben el kellett hagynia Svájcot. Németországon keresztül kisebb-nagyobb megállókkal Angliába utazott, ahol eleinte kisebb írásokból tartotta fent magát. Itt ismerkedett meg Joshua Reynoldszal, akinek tanácsára a képzőművészet felé fordult. 1770-től 1778-ig Olaszországban tanult (Grand Tour).

## Galéria

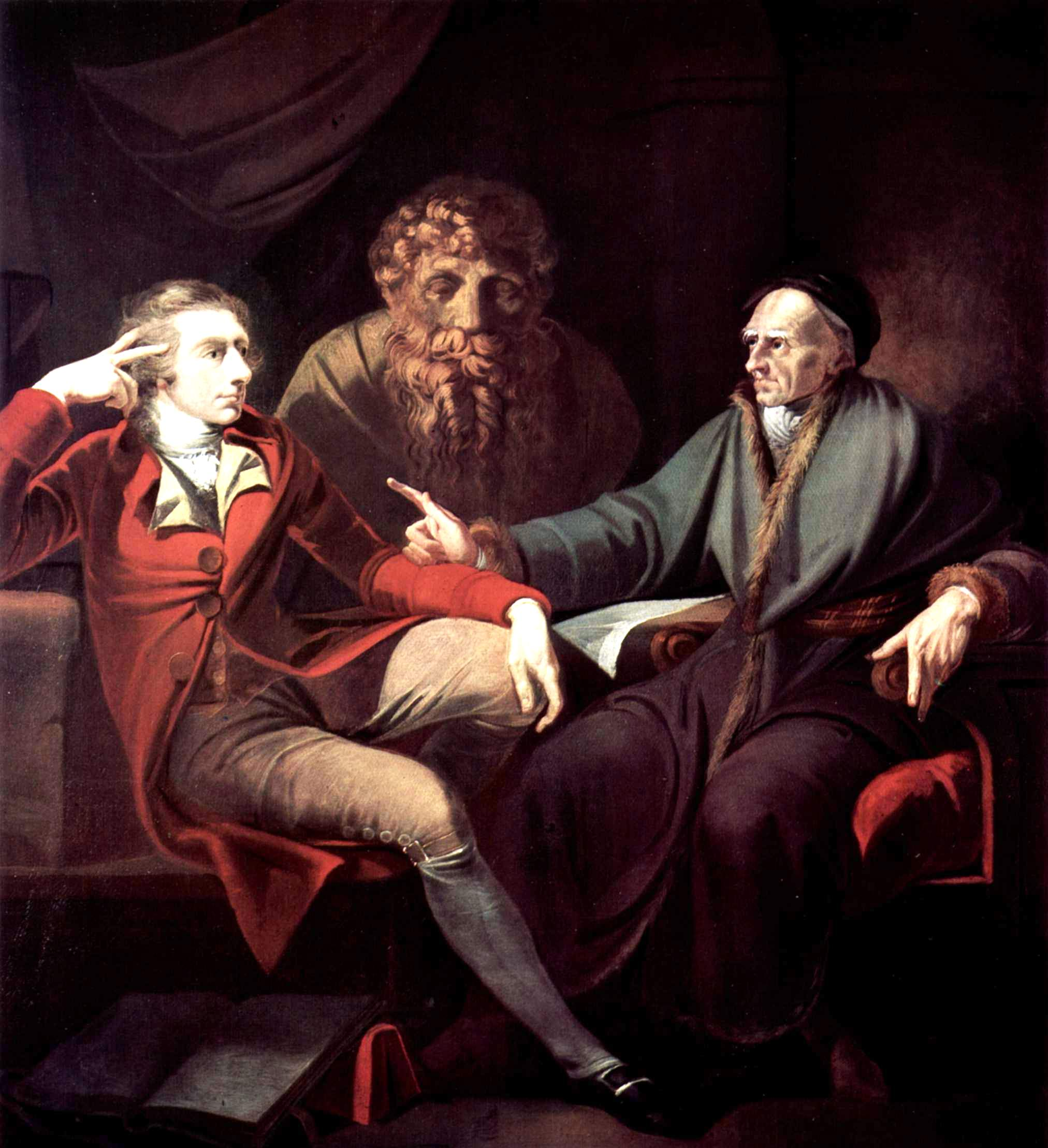
Johann Jakob Bodmerrel (1778–1781)
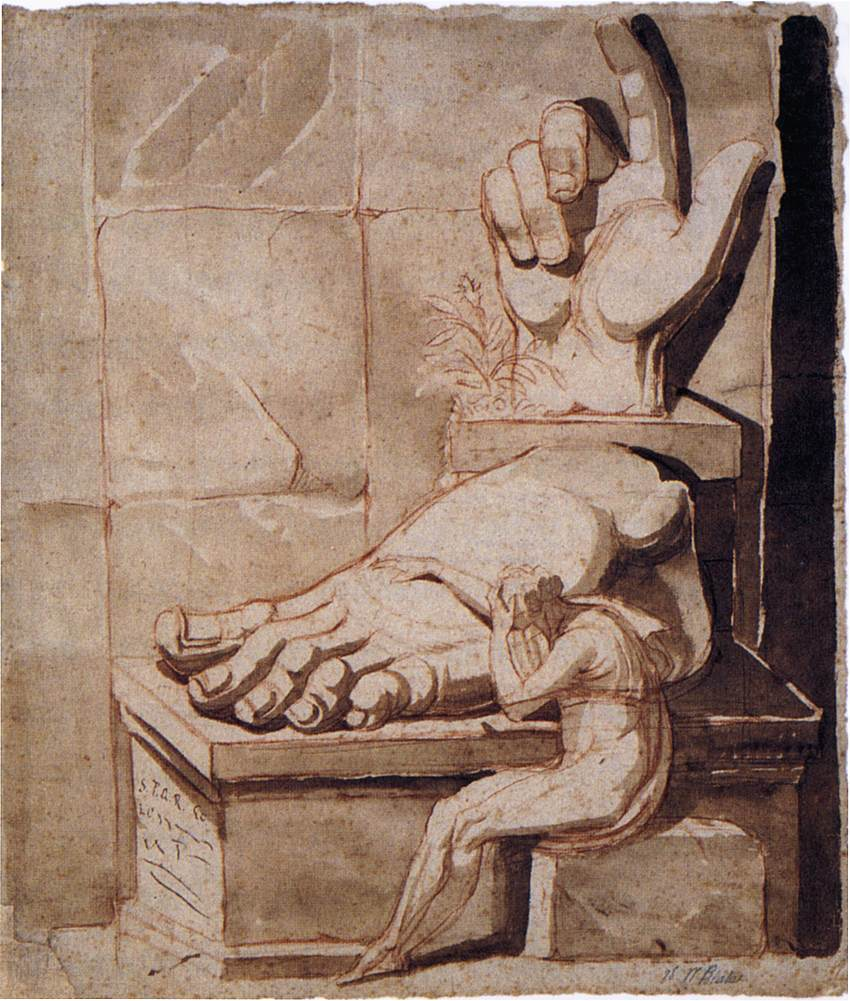
Az antik romok nagysága előtt kétségbeesett művész (1778-79)
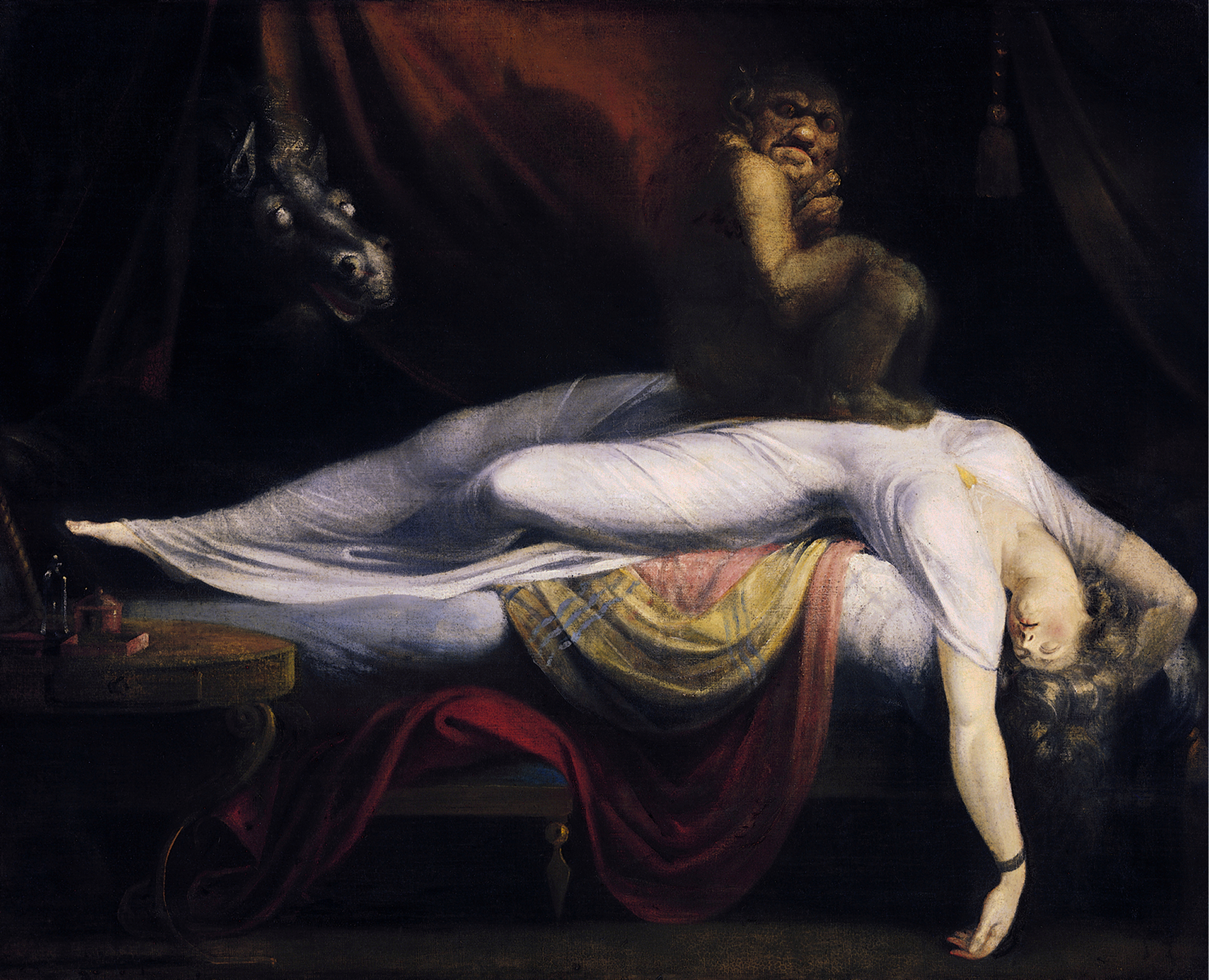
A rémálom (1781)
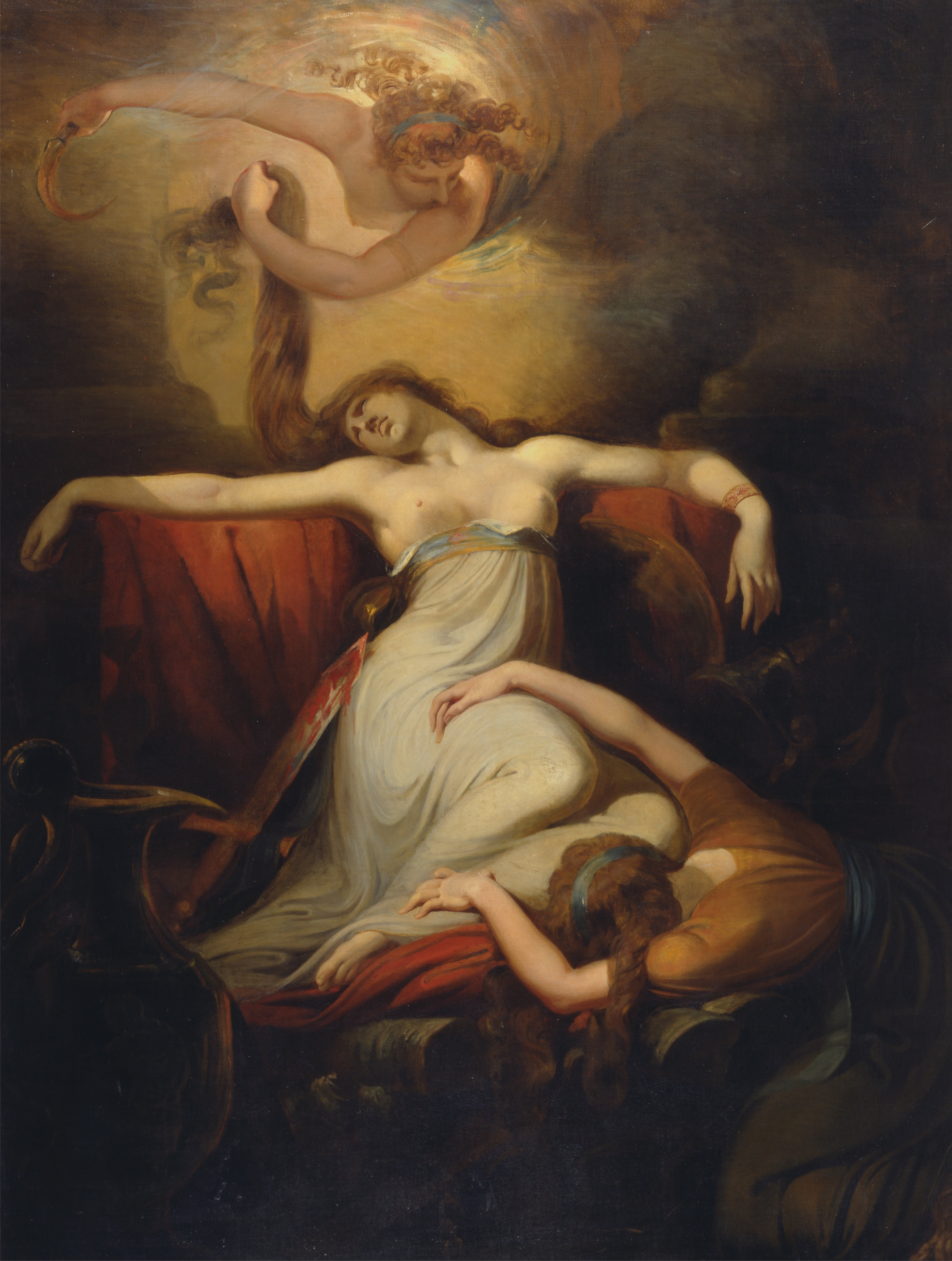
Dido halála (1781)
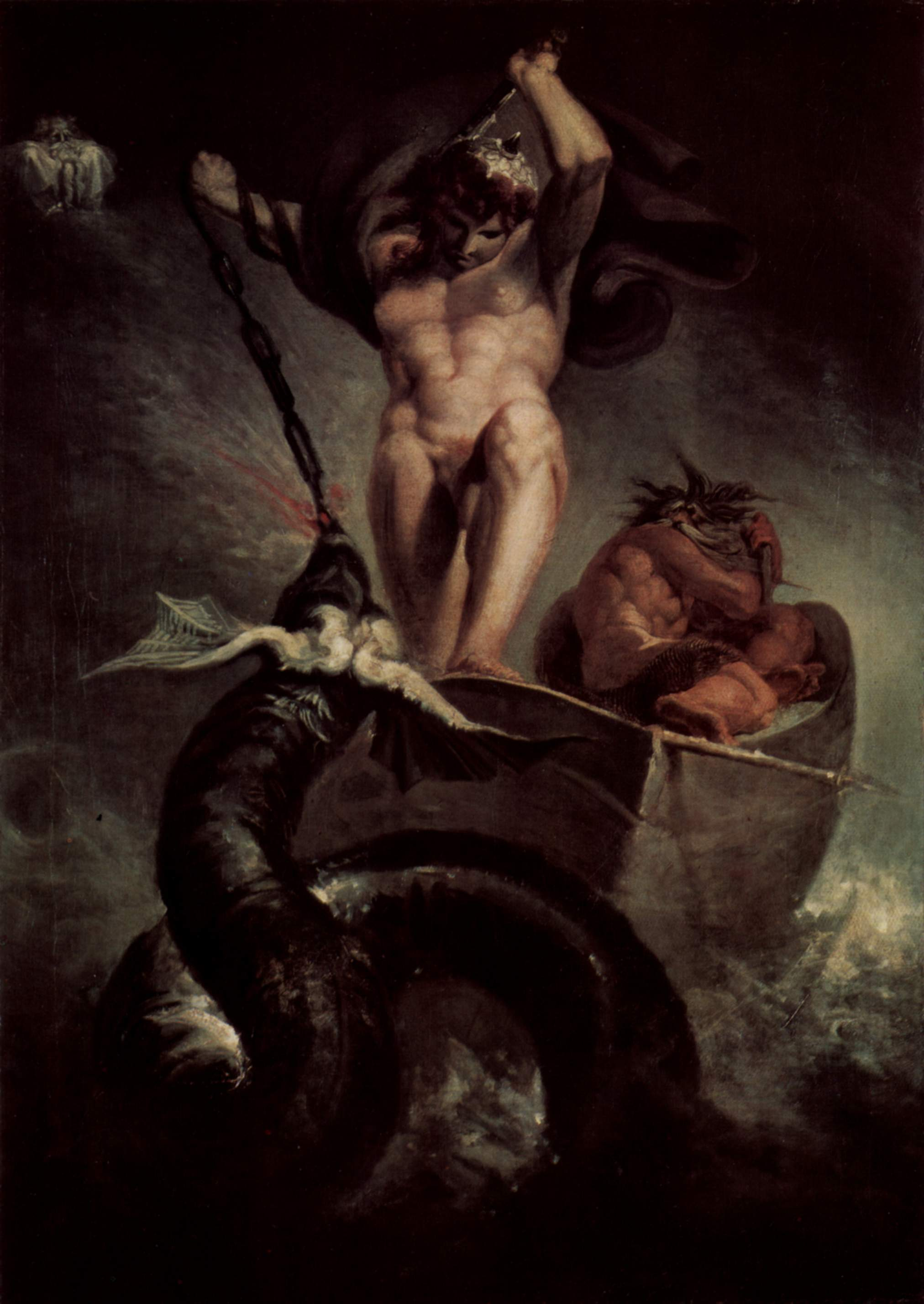
Thor harca a Midgard-kígyóval (1790)
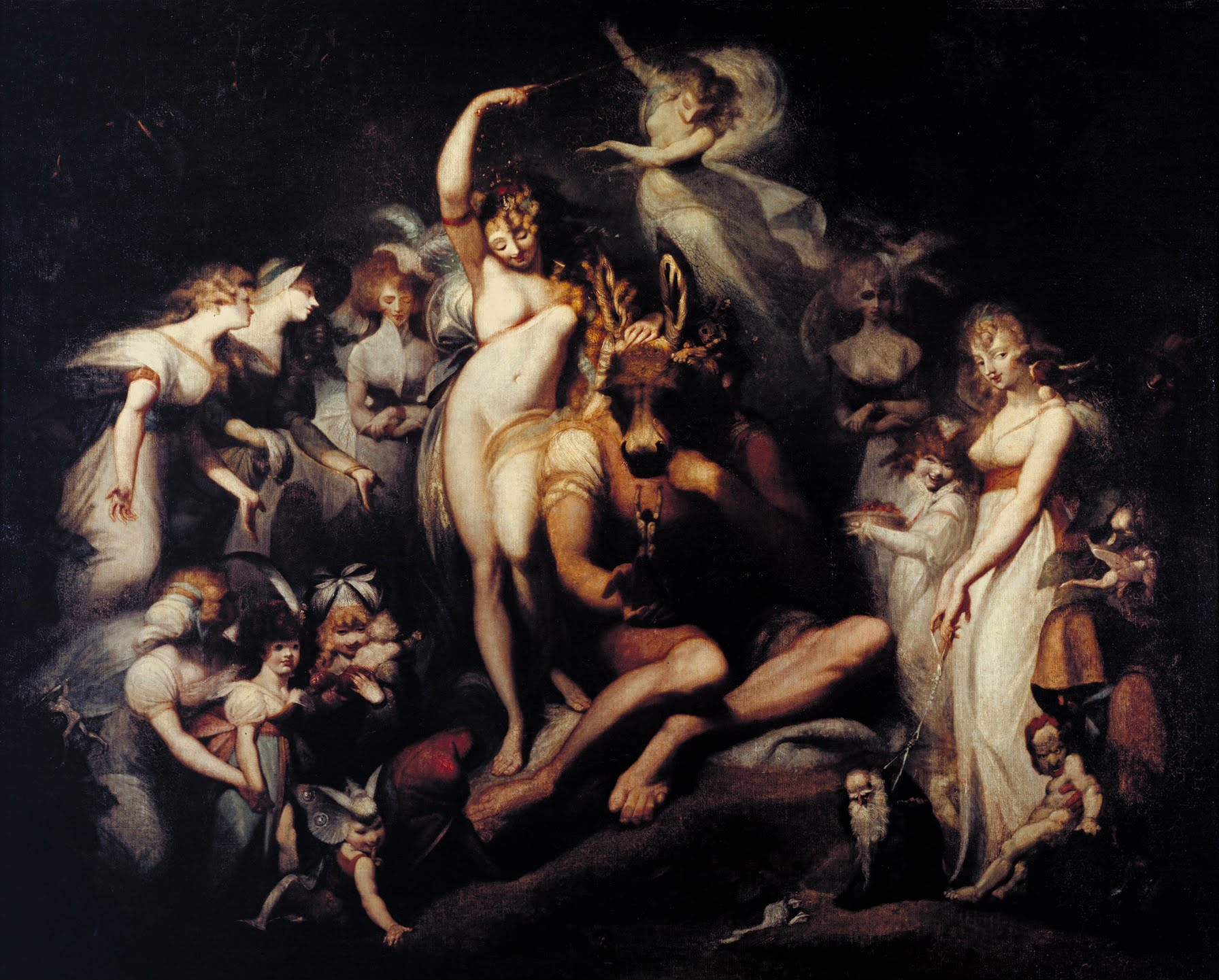
Titánia és Zuboly (1790)
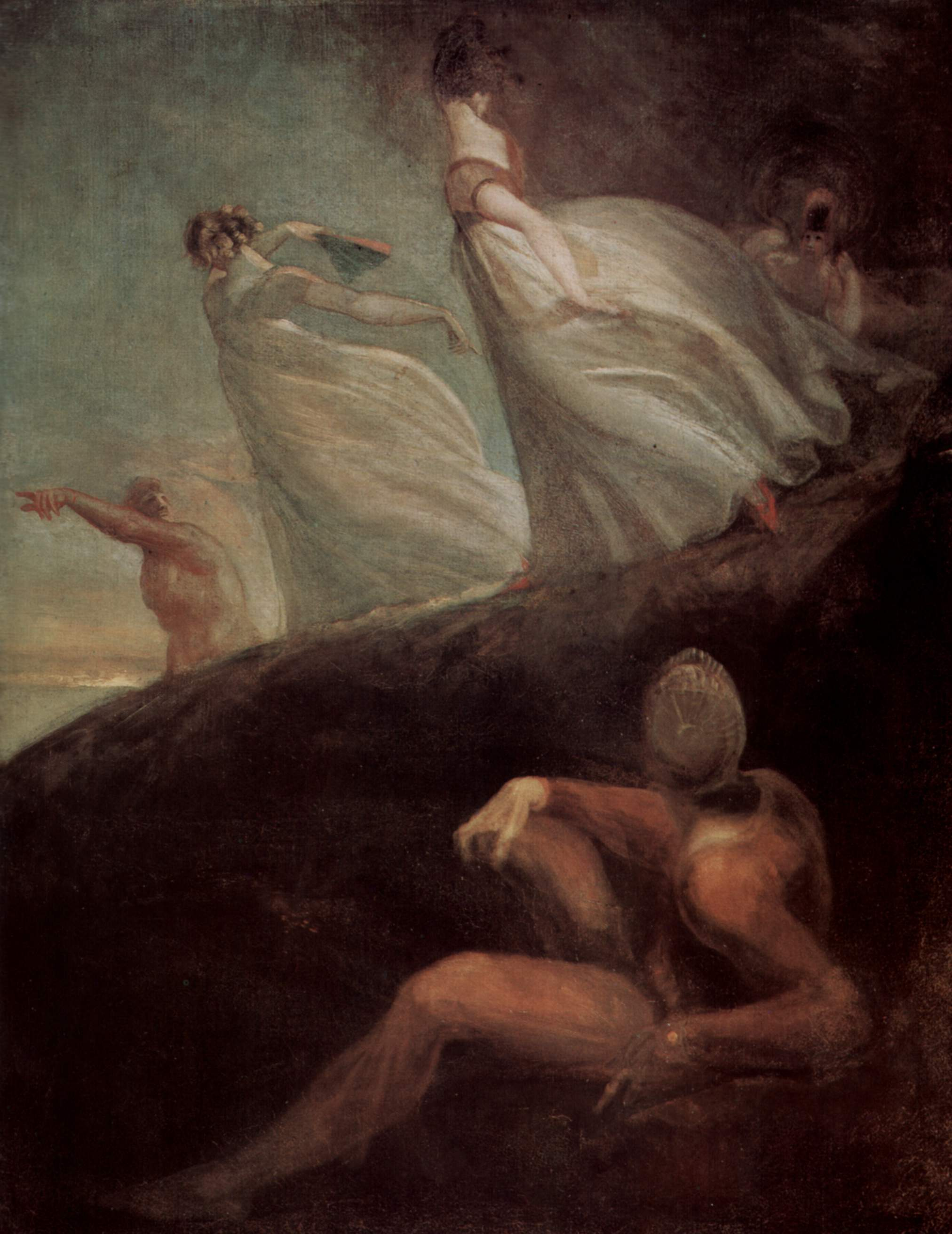
Hastingsi nők (1800)
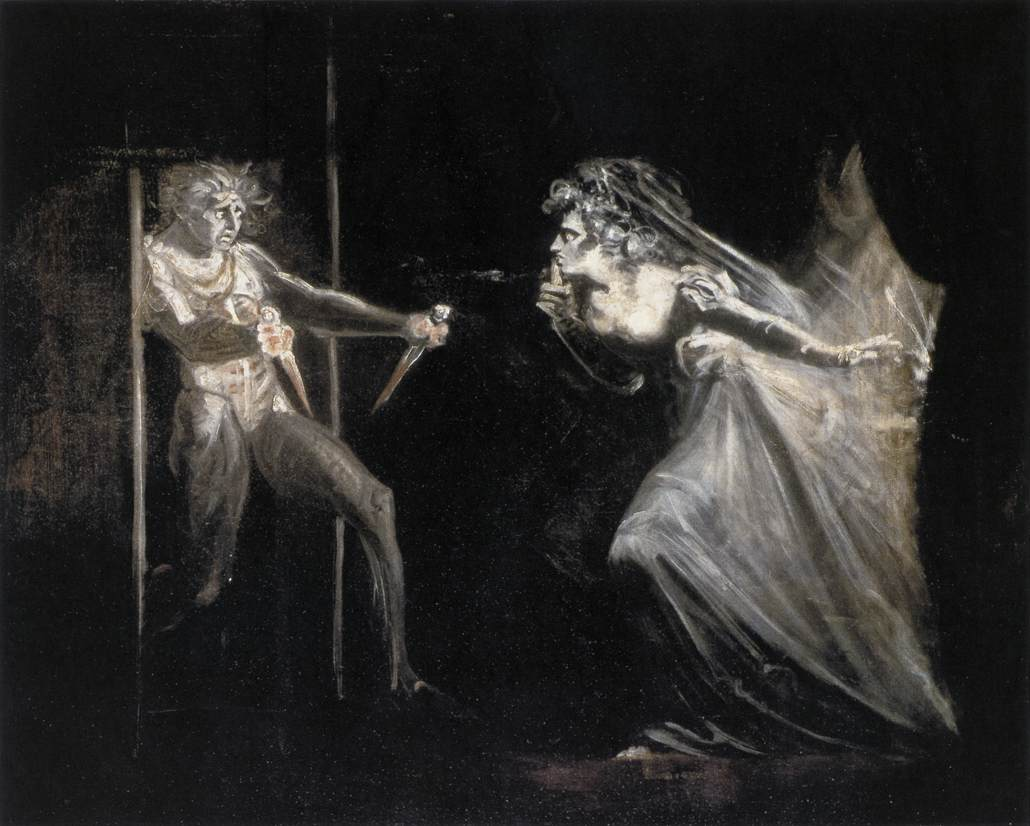
Lady Macbeth a tőrökkel (1810–12)
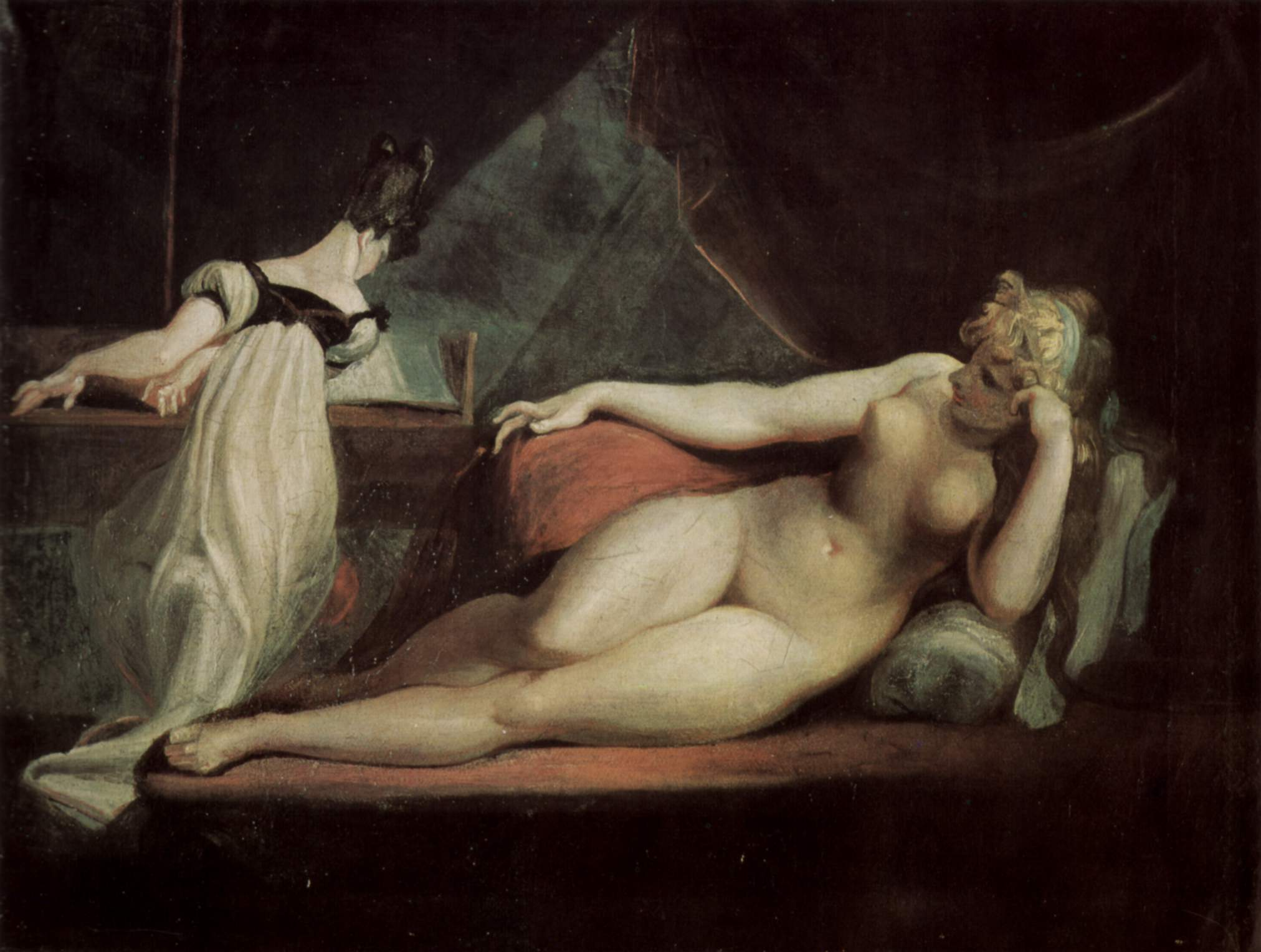
Zongorán játszó nő
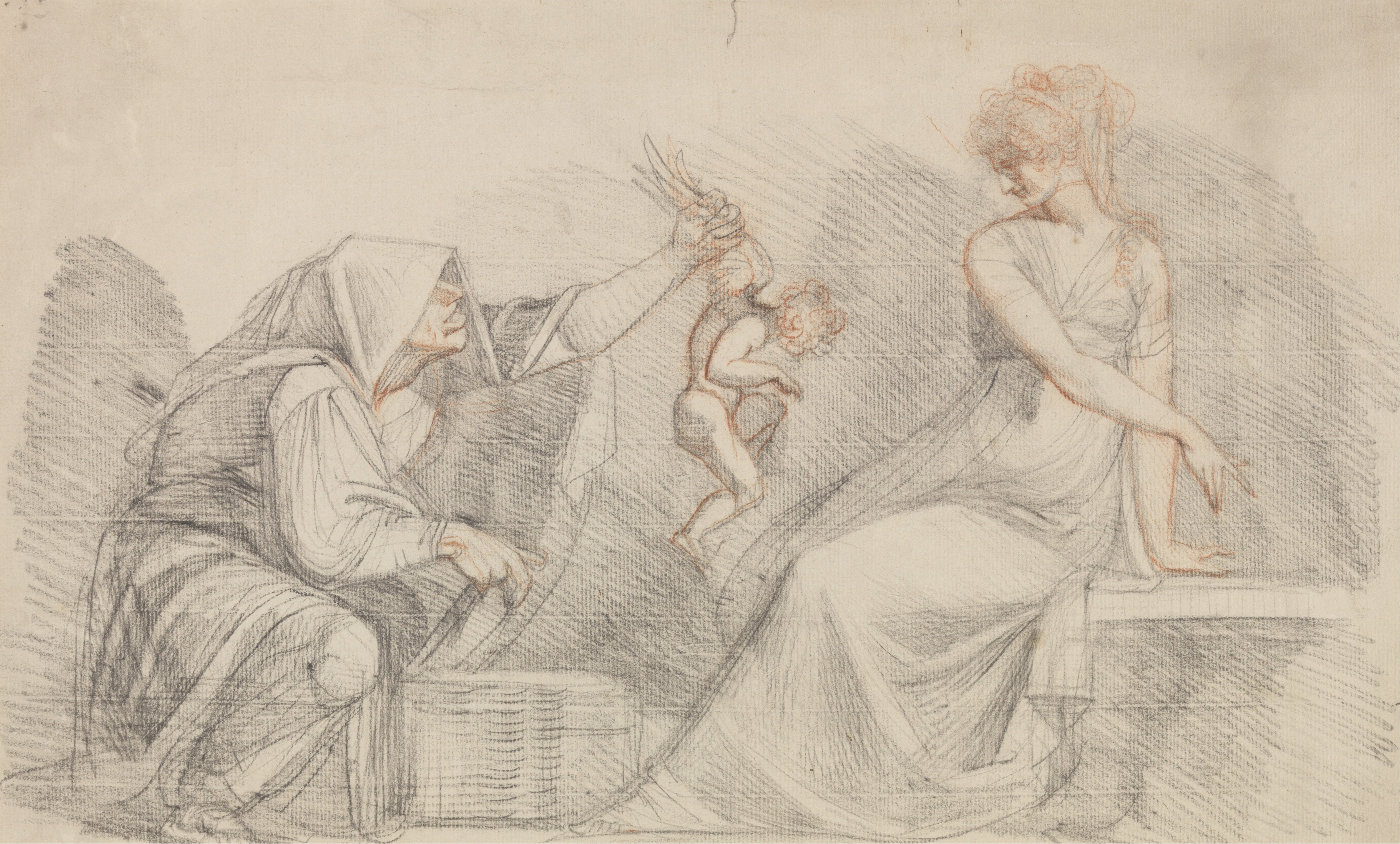
A cupidók eladása